# Плющ, Анна Васильевна
Анна Васильевна Плющ (1908, село Малая Девица, теперь пгт Прилуцкого района Черниговской области — ?) — советская государственная деятельница, звеньевая колхоза имени Чапаева поселка Малая Девица Прилуцкого района Черниговской области. Герой Социалистического Труда (12.03.1949). Депутат Верховного Совета УССР 4-6-го созывов.

## Биография
Родилась в бедной крестьянской семье. С двенадцатилетнего возраста батрачила. В 1927 году окончила сельскую школу.
С 1929 года — колхозница колхоза села Малая Девица Мало-Девицкого района Черниговщины. Возглавляла дом-лабораторию местного колхоза.
В 1944—1947 годах — бригадир садово-огородной бригады колхоза имени Чапаева села Малая Девица Мало-Девицкого района Черниговской области.
С 1947 года — звеньевая колхоза имени Чапаева поселка Малая Девица Мало-Девицкого (затем — Прилуцкого района Черниговской области. В 1948 году ее звено собрало по 5,2 ц семена клевера с гектара на площади 5 гектаров однолетних посевов, а Анне Плющ было присвоено звание Героя Социалистического Труда.
Звено Анны Плющ одним из первых завоевало звание коллектива коммунистического труда. Она выращивала в среднем в 1959—1965 годах по 90-100 цнт зерна кукурузы, по 500—600 центнеров сахарной свеклы, по 300—350 центнеров овощей с гектара.
В 1957 году окончила агрономические курсы.
С середины 1970-х годов — на пенсии в пгт. Малая Девица Прилуцкого района Черниговской области.

## Награды
- Герой Социалистического Труда (12.03.1949)
- орден Ленина (12.03.1949)
- орден Октябрьской Революции (8.04.1971)
- орден Трудового Красного Знамени (31.12.1965)
- медали